# Johann Ehrenreich Fichtel
Johann Ehrenreich Fichtel, magyarosan: Fichtel János Ehrenreich (Pozsony, 1732. szeptember 29. – Bécs, 1795. február 4.) osztrák születésű erdélyi kormányszéki tanácsos.

## Élete
A gimnáziumot szülővárosában végezte. Apja korán meghalt. Középiskoláinak végeztével a jogi tudományoknak adta magát; ügyvéd lett és nyolc évig volt ezen a pályán. Erdélyben tett utazása közben Nagyszebenben keresett hivatalt, melyet 1759-ben az ott újonnan alakult gazdasági igazgatóságnál mint segédhivatalnok el is nyert. 1762-ig, amikor ezen igazgatóság feloszlott, fölváltva Nagyszebenben és Bécsben, 1787-től mint kormányszéki tanácsos állandóan Erdélyben élt. II. József császár megbízásából a vámügyekben két nagyobb utazást tett Szlavóniában és a Tengermellékén. 1794 októberében és novemberében a horvát-török határon tett utazásakor, a rossz időjárás és a kényelem hiánya okozta nélkülözések aláásták egészségét. Az ásványtan körül szerzett érdemeiért 1775-ben a berlini természettudósok társasága tiszteletbeli tagjának választotta meg; 1781-ben a lipcsei gazdasági egyletnek és a bányászegyesületnek is tagja lett. Az erdélyi paleontológiának ő volt a megalapítója.

## Munkái
- Physikalisch-metallurgische Abhandlung über die Gebirge und Bergwerke in Ungarn. Berlin u. Stettin, 1780.
- Nachricht von den Versteinerungen des Grossfürstenthums Siebenbürgen, mit einem Anhange und beygefügter Tabelle über die sämmtlichen Mineralien und Fossilien dieses Landes. Nürnberg, 1780.
- Beitrag zur Mineralgeschichte von Siebenbürgen. Nürnberg, 1780. Két rész. (I. Nachricht von den Versteinerungen des Grossfürstenthums Siebenbürgen, II. Geschichte des Steinsalzes und der Salzgruben im Grossfürstenthum Siebenbürgen.)
- Mineralogische Bemerkungen von den Karpathen. Wien, 1791. Két kötet. (2. cimkiadás Wien, 1816.)
- Nachricht von einem in Ungarn entdeckten ausgebrannten Vulkan. Berlin, 1793. (A Schriften der Gesellschaft naturforschen- der Freunde zu Berlin cz. folyóiratban is.)
- Mineralogische Aufsätze. Wien, 1794.
- I. E. Fichtel et Mole, Testacea microscopica aliaque mineralogica. Wien, 1803. (E munkában F. részvételét azonban Neugeboren kétségbe vonja.)

Kéziratban: Gyűjteményeinek magyarázattal ellátott latin jegyzéke két nagy ivrét kötetben.